# 1484 en philosophie
Chronologie de la philosophie
- 1480
- 1481
- 1482
- 1483
- 1484
- 1485
- 1486
- 1487
- 1488

L’année 1484 a été marquée, en philosophie, par les événements suivants :

## Naissances
- 23 avril à Vérone : Jules César Scaliger (mort le 21 octobre 1558 à Agen), érudit d'origine italienne, fils de Benoît Bordoni, peintre en miniatures. Toutefois, il prétendait descendre de la noble maison della Scala (d'où le nom qu'il prit). Il est le père de Joseph Juste Scaliger.